# CG-36500
Le CG-36500 est un canot de sauvetage à moteur de l'United States Coast Guard de 36 pieds qui est amarré à Rock Harbor à Orleans, Massachusetts. Construit en 1946, il se distingue par son implication dans le sauvetage du SS Pendleton en 1952, l'un des événements les plus audacieux de l'histoire de la Garde côtière américaine. Il a été inscrit au registre national des lieux historiques en 2005 et sert maintenant de navire-musée.

## Description
Le CG-36500 est un canot de sauvetage standard de 36 pieds (10,97 m), un navire spécialement conçu pour rester opérationnel dans des conditions extrêmement difficiles. Il a une lourde quille et un aileron en bronze de 2 000 livres (907 kg), des compartiments étanches et des dispositifs d'auto-vidage. La plupart de ses éléments en bois sont des cadres en chêne blanc, avec des planches de cyprès et il a un poids total de près de 20 000 livres (9 072 kg). Il est gainé de placage Monel, ce qui permet de briser la glace en hiver.

## Historique

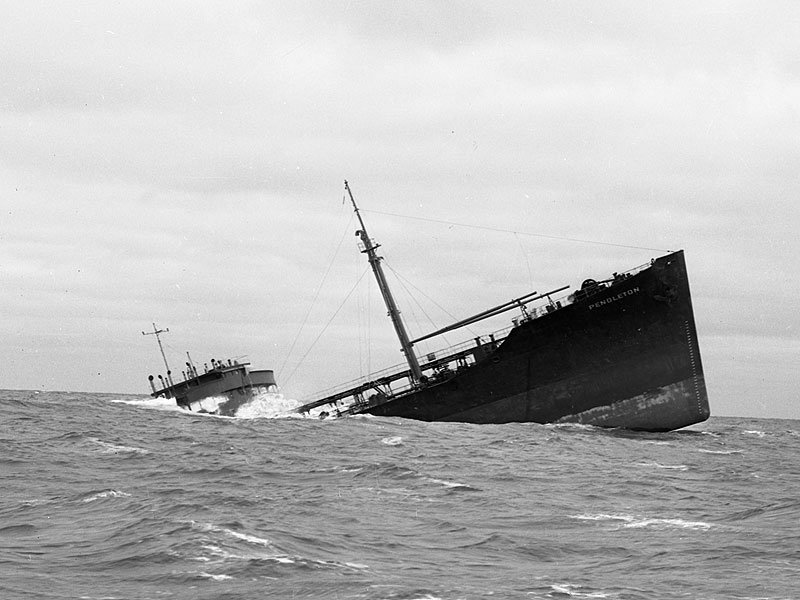
Naufrage du SS Pendleton

Le bateau a été construit en 1946 au Curtis Bay Maryland Coast Guard Yard, où tous les 36 pieds (10,97 m) ont été construits. Le 18 février 1952, l'équipage du CG-36500, composé du maître de Manœuvre de première classe Bernard C. Webber (barreur), du mécanicien de troisième classe Andrew Fitzgerald, du matelot Ervin Maske et du matelot Richard P. Livesey, a sauvé 32 de 33 membres d'équipage coincés sur la partie arrière du pétrolier SS  Pendleton, qui s'était brisé en deux lors d'une tempête au large de Chatham au Massachusetts. Les huit autres membres d'équipage du navire, dont le capitaine John Fitzgerald, se trouvaient à la proue lorsqu'elle s'est détachée et a coulé. Le sauvetage des survivants du naufragé est considéré comme l'un des sauvetages les plus audacieux de l'United States Coast Guard. L'histoire est racontée dans le film de 2016, The Finest Hours, basé sur le livre de 2009 du même titre.

## Préservation
Le bateau a été mis hors service en 1968 et a été remis au National Park Service pour être utilisé comme exposition au Cape Cod National Seashore. En novembre 1981, le Park Service, qui n'avait effectué aucun travail de restauration important sur le navire, l'a cédé à la Société historique d'Orleans, et une restauration a commencé par un groupe de bénévoles de Chatham, Orleans, et Harwich, Massachusetts. Les travaux de restauration ont été achevés en six mois et le bateau a été relancé lors d'une cérémonie publique. Il est actuellement propulsé par un Detroit Diesel 4-71 construit en 1948, d'une puissance d'environ 95 chevaux. Pendant le sauvetage, il était propulsé par un moteur à essence 6 cylindres Sterling Petrel, fabriqué à Buffalo, New York. Le moteur à carburateur était problématique pendant le sauvetage. 
Il a été classé au registre national des lieux historiques le 27 mai 2005.